# Iben Haahr Andersen
Iben Haahr Andersen (29. december 1953 i København) er en dansk instruktør og tonemester. Hun afsluttede sin uddannelse some tonemester fra Den Danske Filmskole i 1982.

## Filmografi
- Pibens heltinder (2017)
- Livet ifølge Anton (2016)
- Xenia (2016)
- I lyset af revolutionen: om kvinder og kunst i Kairo (2015)
- My love - Historien om Poul & Mai (2012)
- Upstairs (2011)
- Et raadhus til alvor og fest (2010)
- Goddag mit navn er lesbisk (2009)
- Sporene gror ud af ord (2009)
- Den bevægede jord (2009)
- Når månen er sort (2007)
- Lyd på liv (2006)
- Den hemmelige smerte (2006)
- Pigen med fletningen (2005)
- Arkitekten der blev væk - eller hvem var Eigtved? (2005)
- Af fædrene jord (2004)
- Biernes by (2004)
- Hvorfor har mænd magten? (2004)
- Vor Frue Kirke (2004)
- De besatte (2003)
- Min allerbedste ting (2003)
- Jagten på den sidste torsk (2003)
- Det ulogiske instrument (2003)
- Lov og orden i Christiania 2 (2003)
- Drømmere (2002)
- Den guddommelige brugsanvisning (2002)
- De vilde unge - Hvad siger de unge? (2002)
- De vilde unge - Hvad siger familien? (2002)
- De vilde unge - Hvad siger behandlerne? (2002)
- Afrika i Aalborg (2002)
- Rod i familien - del 2 (2001)
- Min egen motorhest (2001)
- Gud - hvor er det svært (2001)
- Dronningens gobeliner (2000)
- Livet mellem husene (2000)
- Rod i familien (2000)
- Tiden før øjeblikket (1999)
- Aligermaas eventyr (1998)
- Cecilies verden (1998)
- Teorien om alting (1998)
- Plads til os alle - Med loven eller uden (1. del) (1998)
- Rejsen med Mai (1997)
- Homo Lalandiense (1997)
- Penpas ar (1997)
- Inuttut Oqaatsikka - mit sprog som menneske (1997)
- To kvinder på en flod (1996)
- Babylon i Brøndby (1996)
- Velkommen hjem, Leila (1996)
- Wiig Hansen - i arbejdets midte (1996)
- Mand med kamera (1995)
- Carlo & Ester (1994)
- Tæt på livet (1994)
- Lasse Lasse lille (1993)
- En skæv start (1993)
- Lykken er at blive hørt (1992)
- Jesus vender tilbage (1992)
- Bare løgn! (1991)
- Gadens børn (1991)
- Ønskebarn (1990)
- Saksens billeder. En film om papirklip (1990)
- En gris efter mit hjerte (1990)
- Lad isbjørnene danse (1990)
- En fremmed piges dagbog (1989)
- Tekno Love (1989)
- Tang - bønder i havet (1989)
- Prøven er positiv - en film om abort (1989)
- Baby Doll (1988)
- Glashjertet (1988)
- Den 8. sans (1988)
- Jeg elsker dig (1987)
- Negerkys og labre larver (1987)
- Venner for altid (1987)
- Mit søde barn (1987)
- Ballerup Boulevard (1986)
- Manden i Månen (1986)
- Din daglige dosis (1986)
- Paradiset er ikke til salg (1985)
- Jordens børn (1985)
- Forbrydelsens element (1984)
- Rainfox (1984)
- Mødre i fremmed fædreland (1984)
- I lige linie (1984)
- Otto er et næsehorn (1983)
- Den grønne fattigdom (1983)
- Børns billeder (1982)
- Befrielsesbilleder (1982)
- Aldrig i livet (1982)
- Støt Dannerhuset (1982)